# Atalanta Bergamasca Calcio 1951-1952
Questa pagina raccoglie i dati riguardanti l'Atalanta Bergamasca Calcio nelle competizioni ufficiali della stagione 1951-1952.

## Stagione
Il mercato nerazzurro è concentrato ancora una volta sulla ricerca di giocatori stranieri. Nell'estate 1951, il nome nuovo è quello di Hasse Jeppson, attaccante della nazionale svedese che militava nel Djurgården. La dirigenza fece carte false per il suo acquisto, cedendo anche di fronte alle esose richieste del giocatore. Alla fine l'accordo arriva, anche se la squadra bergamasca poté usufruire del suo contributo solo dopo la settima giornata di campionato visto che il giocatore era ancora alle prese con il servizio militare.
La squadra ha un avvio difficoltoso, tanto da costringere la società a esonerare l'allenatore Denis Neville, affidando la guida tecnica a Carlo Ceresoli.
A salvare l'annata ci pensa Hasse Jeppson che, una volta disponibile, realizza ben 22 gol in 27 partite contribuendo in modo determinante alla salvezza degli orobici. Le prestazioni dell'attaccante svedese fanno scattare un'asta tra le squadre interessate ad acquistarlo. A spuntarla fu il Napoli che all'ultima giornata di campionato ufficializza l'acquisto per una cifra record: 105 milioni.
Da ricordare in questa stagione, il doppio successo sulla Fiorentina (entrambi con 1-0), quello al Comunale contro il Milan e le goleade alla Triestina (7-1,quattro gol di Jeppson) e Torino (5-0).

## Organigramma societario
Area direttiva
- Presidente: Daniele Turani
- Vice Presidente: Maurizio Reich, Giulio Marelli
- Consiglieri: Giuseppe Callioni, Alessandro Gambirasi, Clemente Mayer, Alberto Mazzucconi, Guido Rossi, Luigi Tentorio, Giordano Trussardi, Erminio Turani
- Tesoriere: Antonio Rampinelli
- Segretario: Carlo Terzi, Emilio Pezzotta
- Revisore conti: Cesare Bonafus, Oreste Onetto, Giuseppe Pizzigoni

Area tecnica
- Allenatore: Denis Neville (fino al 14/10/51) poi Carlio Ceresoli

Area sanitaria
- Medico sociale: Luigi Benvenuto
- Massaggiatore: Leone Sala

## Rosa
| N. |                      | Ruolo | Calciatore         |
| -- | -------------------- | ----- | ------------------ |
|    | Italia (bandiera)    | P     | Giuseppe Albani    |
|    | Italia (bandiera)    | P     | Egidio Cattaneo    |
|    | Italia (bandiera)    | D     | Antonio Dalmonte   |
|    | Italia (bandiera)    | D     | Luciano Gariboldi  |
|    | Italia (bandiera)    | D     | Livio Roncoli      |
|    | Italia (bandiera)    | D     | Battista Rota      |
|    | Italia (bandiera)    | C     | Stefano Angeleri   |
|    | Italia (bandiera)    | C     | Giancarlo Cadè     |
|    | Danimarca (bandiera) | C     | Svend Hansen       |
|    | Italia (bandiera)    | C     | Ermanno Malinverni |

| N. |                      | Ruolo | Calciatore           |
| -- | -------------------- | ----- | -------------------- |
|    | Italia (bandiera)    | C     | Elio Rampinelli      |
|    | Italia (bandiera)    | C     | Luigi Saccavino      |
|    | Italia (bandiera)    | A     | Luigi Brugola        |
|    | Italia (bandiera)    | A     | Francesco Cergoli    |
|    | Italia (bandiera)    | A     | Enrico Conca         |
|    | Italia (bandiera)    | A     | Giacinto Goldaniga   |
|    | Svezia (bandiera)    | A     | Hasse Jeppson        |
|    | Italia (bandiera)    | A     | Marcello Personeni   |
|    | Italia (bandiera)    | A     | Aurelio Santagostino |
|    | Danimarca (bandiera) | A     | Leschly Sørensen     |

## Calciomercato
| Acquisti | Acquisti             | Acquisti    | Acquisti      |
| R.       | Nome                 | da          | Modalità      |
| -------- | -------------------- | ----------- | ------------- |
| C        | Giancarlo Cadè       | Catania     | fine prestito |
| A        | Marcello Personeni   | Cremonese   | fine prestito |
| A        | Luigi Brugola        | Pro Lissone | definitivo    |
| A        | Hasse Jeppson        | Djurgården  | definitivo    |
| A        | Aurelio Santagostino | Milan       | definitivo    |

| Cessioni | Cessioni           | Cessioni    | Cessioni      |
| R.       | Nome               | a           | Modalità      |
| -------- | ------------------ | ----------- | ------------- |
| D        | Bertil Nordahl     | Degerfors   | definitivo    |
| C        | Gino Cortellezzi   | Torino      | definitivo    |
| C        | Ermanno Scaramuzzi | Juventus    | fine prestito |
| A        | Emilio Caprile     | Juventus    | fine prestito |
| A        | Aldo Checchetti    | Toma Maglie | definitivo    |
| A        | Amos Mariani       | Udinese     | definitivo    |

## Risultati

### Serie A

#### Girone di andata
| Arbitro: | Pieri (Trieste) |

|                              |           |  |
| Lucchesi 43’ Tontodonati 68’ | Marcatori |  |

| Arbitro: | Orlandini (Roma) |

|                     |           |  |
| Sørensen 36’ (rig.) | Marcatori |  |

| Arbitro: | Cartei (Firenze) |

|                                        |           |  |
| Lorenzi 33’, 78’ Nyers 66’, 88’ (rig.) | Marcatori |  |

| Arbitro: | Tassini (Verona) |

|                                |           |                         |
| Goldaniga 22’ Santagostino 49’ | Marcatori | 18’ Bronée 52’ Vicovaro |

| Arbitro: | Massai (Pisa) |

|                                                                            |           |                 |
| Muccinelli 2’, 5’ Boniperti 21’, 81’ J.Hansen 47’, 61’ (rig.) K.Hansen 88’ | Marcatori | 6’ Santagostino |

| Arbitro: | Gemini (Roma) |

|              |           |                          |
| Angeleri 56’ | Marcatori | 24’ Tacconi 87’ Cappello |

| Arbitro: | Maurelli (Roma) |

|               |           |            |
| Martegani 12’ | Marcatori | 39’ Hansen |

| Arbitro: | Marchetti (Milano) |

|             |           |  |
| Jeppson 32’ | Marcatori |  |

| Arbitro: | Cartei (Firenze) |

|                                   |           |                  |
| Bacci 2’, 69’ Cattaneo 49’ (aut.) | Marcatori | 24’ Santagostino |

| Arbitro: | Silvano (Torino) |

|                          |           |                |
| Sørensen 71’ Jeppson 86’ | Marcatori | 19’ Sabbatella |

| Arbitro: | Liverani (Torino) |

|  |           |                       |
|  | Marcatori | 12’ Löfgren 17’ Şükrü |

| Arbitro: | Agnolin (Bassano del Grappa) |

|  |           |             |
|  | Marcatori | 26’ Jeppson |

| Arbitro: | Massai (Pisa) |

|                     |           |                              |
| Palmer 1’ Mazza 31’ | Marcatori | 65’ Santagostino 80’ Jeppson |

| Arbitro: | Bellè (Venezia) |

|                  |           |  |
| Santagostino 78’ | Marcatori |  |

| Arbitro: | Rigato (Mestre) |

|                  |           |  |
| Jeppson 46’, 70’ | Marcatori |  |

| Arbitro: | Massai (Pisa) |

|                                   |           |             |
| Zorzin 18’ (rig.) Ispiro 74’, 84’ | Marcatori | 59’ Jeppson |

| Arbitro: | Gemini (Roma) |

|                 |           |             |
| Gianmarinaro 9’ | Marcatori | 80’ Brugola |

| Arbitro: | Marchetti (Milano) |

|             |           |               |
| La Rosa 44’ | Marcatori | 11’ Goldaniga |

#### Girone di ritorno
| Arbitro: | Silvano (Torino) |

|           |           |                        |
| Conca 15’ | Marcatori | 5’ Parodi 10’ Frandsen |

| Arbitro: | Rigato (Mestre) |

|                         |           |            |
| Bennike 64’ Marzani 73’ | Marcatori | 27’ Hansen |

| Arbitro: | Massai (Pisa) |

|  |           |                       |
|  | Marcatori | 22’ Lorenzi 42’ Nyers |

| Arbitro: | Piemonte (Monfalcone) |

|  |           |             |
|  | Marcatori | 5’ Sørensen |

| Arbitro: | Agnolin (Bassano del Grappa) |

|  |           |              |
|  | Marcatori | 56’ J.Hansen |

| Arbitro: | Orlandini (Roma) |

|                |           |  |
| Cervellati 35’ | Marcatori |  |

| Arbitro: | De Leo (Mestre) |

|                                 |           |                                                 |
| Jeppson 12’ Sørensen 48’ (rig.) | Marcatori | 46’ Formentin 68’ Vinyei 78’ Amadei 81’ Astorri |

| Arbitro: | Gemini (Roma) |

|             |           |               |
| Jeppson 44’ | Marcatori | 86’ Martegani |

| Arbitro: | Bellè (Venezia) |

|                          |           |             |
| Baldini 15’ Giovetti 35’ | Marcatori | 41’ Jeppson |

| Arbitro: | Bernardi (Bologna) |

|                                                  |           |  |
| Zorzi 47’ (aut.) Sørensen 61’ (rig.) Jeppson 70’ | Marcatori |  |

| Arbitro: | Silvano (Torino) |

|                             |           |                              |
| Bergamo 11’ Coscia 50’, 73’ | Marcatori | 47’ Brugola 85’ Santagostino |

| Arbitro: | Tassini (Verona) |

|            |           |                         |
| Alzani 28’ | Marcatori | 52’ Cergoli 85’ Jeppson |

| Arbitro: | Piemonte (Monfalcone) |

|             |           |  |
| Jeppson 52’ | Marcatori |  |

| Arbitro: | Occhinegro (Taranto) |

|                                 |           |  |
| Sørensen 45’ (rig.) Jeppson 67’ | Marcatori |  |

| Arbitro: | Corallo (Lecce) |

|                                        |           |                                               |
| Burini 6’ (rig.), 29’, 71’ Nordahl 75’ | Marcatori | 3’ Sørensen 33’, 53’ Santagostino 85’ Jeppson |

| Arbitro: | Longagnani (Modena) |

|             |           |             |
| Sørensen 2’ | Marcatori | 90’ La Rosa |

| Arbitro: | Tassini (Verona) |

|                        |           |  |
| Feccia 16’ Pesaola 83’ | Marcatori |  |

| Arbitro: | Gemini (Roma) |

|                                                                |           |             |
| Brugola 5’ Jeppson 36’, 38’, 50’, 60’ Sørensen 40’ Cergoli 61’ | Marcatori | 83’ Boscolo |

| Arbitro: | Longagnani (Modena) |

|                                                     |           |  |
| Santagostino 23’ Sørensen 27’ Jeppson 67’, 71’, 80’ | Marcatori |  |

| Arbitro: | Jonni (Macerata) |

|                                      |           |                  |
| Formentin 37’ Krieziu 58’ Masoni 73’ | Marcatori | 56’ Santagostino |

## Statistiche

### Statistiche di squadra
| Competizione | Punti | In casa | In casa | In casa | In casa | In casa | In casa | In trasferta | In trasferta | In trasferta | In trasferta | In trasferta | In trasferta | Totale | Totale | Totale | Totale | Totale | Totale | DR |
| Competizione | Punti | G       | V       | N       | P       | Gf      | Gs      | G            | V            | N            | P            | Gf           | Gs           | G      | V      | N      | P      | Gf     | Gs     | DR |
| ------------ | ----- | ------- | ------- | ------- | ------- | ------- | ------- | ------------ | ------------ | ------------ | ------------ | ------------ | ------------ | ------ | ------ | ------ | ------ | ------ | ------ | -- |
| Serie A      | 34    | 19      | 10      | 3       | 6       | 33      | 19      | 19           | 3            | 5            | 11           | 21           | 42           | 38     | 13     | 8      | 17     | 54     | 61     | -7 |

### Statistiche dei giocatori
| Giocatore       | Serie A  | Serie A |
| Giocatore       | Presenze | Reti    |
| --------------- | -------- | ------- |
| G. Albani       | 33       | -52     |
| S. Angeleri     | 34       | 1       |
| L. Brugola      | 25       | 3       |
| G.C. Cadè       | 29       | 0       |
| E. Cattaneo     | 5        | -9      |
| F. Cergoli      | 29       | 2       |
| E. Conca        | 5        | 1       |
| A. Dalmonte     | 11       | 0       |
| L. Gariboldi    | 38       | 0       |
| G. Goldaniga    | 12       | 2       |
| S. Hansen       | 37       | 2       |
| H. Jeppson      | 27       | 22      |
| E. Malinverni   | 10       | 0       |
| M. Personeni    | 1        | 0       |
| E. Rampinelli   | 3        | 0       |
| L. Roncoli      | 17       | 0       |
| B. Rota         | 30       | 0       |
| L. Saccavino    | 2        | 0       |
| A. Santagostino | 34       | 10      |
| J.L. Sørensen   | 36       | 10      |